# Kościół Najświętszego Serca Pana Jezusa w Czeskiej Wsi
Kościół Najświętszego Serca Pana Jezusa – rzymskokatolicki kościół filialny w miejscowości Czeska Wieś (powiat brzeski, województwo opolskie). Świątynia należy do parafii św. Jadwigi Śląskiej w Michałowie w dekanacie Brzeg południe, archidiecezji wrocławskiej. Dnia 6 marca 1964 roku pod numerem 717/64 kościół został wpisany do rejestru zabytków nieruchomych województwa opolskiego.

## Historia kościoła
Pierwsza wzmianka o kościele w Czeskiej Wsi pochodzi z 1310 roku. Obecna świątynia wybudowana została na początku XIV wieku, przebudowana w latach 1826–1827. Jest to budowla o stylu gotyckim, orientowana, murowana z cegły. Wewnątrz pod tynkiem znajdują się gotyckie polichromie. Na uwagę zasługują również:
- barokowy, drewniany ołtarz główny z przełomu XVII/XVIII wieku,
- barokowa, drewniana ambona z widocznymi malowidłami Ewangelistów pochodząca z XVII wieku,
- dwa dzwony spiżowe z 1747 roku,
- obraz ukrzyżowania Pana Jezusa z przełomu XVI/XVII wieku[3],
- chór muzyczny z XVI wieku,
- renesansowa chrzcielnica z 1575 roku,
- epitafium pastora Daniela Beckera i jego żony Doroty[4],

Świątynia leży na Szlaku Polichromii Brzeskich (Szlak Polichromii Brzeskich to największe skupisko tego typu malowideł w Polsce. Zdobią one ściany, stropy i sklepienia kościołów w 18 miejscowościach położonych w okolicach Brzegu).